# Кожинская (Архангельская область)
Кожинская — деревня в Холмогорском районе Архангельской области.

## География
Находится в центральной части Архангельской области на расстоянии приблизительно 40 км на юг по прямой от административного центра района села Холмогоры на правобережье реки Северная Двина.

## История
В 1859 году здесь (тогда деревня Холмогорского уезда Архангельской губернии) было учтено 8 дворов. До 2022 года входила в Ракульское сельское поселение до его упразднения.

## Население
Численность населения: 39 человек (1859 год), 5 человек (русские 100 %) в 2002 году, 1 человек в 2010 году.